# Abdulrazak Gurnah
Abdulrazak Gurnah, né le 20 décembre 1948 à Zanzibar, est un romancier tanzanien écrivant en anglais et vivant au Royaume-Uni. Ses plus célèbres romans sont Paradise (1994), présélectionné pour le Booker et le Whitbread Prize, Desertion (2005) et By the Sea (2001), présélectionné pour le Booker et pour le Los Angeles Times Book Prize.
En 2021, il reçoit le prix Nobel de littérature pour son œuvre mettant en lumière le colonialisme et, selon le comité Nobel, pour son approche « empathique et sans compromis des effets du colonialisme ainsi que du destin des réfugiés écartelés entre les cultures et les continents, ». Le jury poursuit en expliquant que « [s]es romans sont loin des descriptions stéréotypées et ouvrent notre regard sur une Afrique de l'Est, diverse culturellement et mal connue dans de nombreuses régions du monde ». Il termine alors en disant qu’il « rompt consciemment avec les conventions, bousculant la perspective coloniale pour mettre en valeur celle des populations locales ». L'auteur apprend qu'il reçoit le prix Nobel de littérature quand il est dans sa cuisine et croit d'abord à un canular. Ce n'est pas absurde puisque seulement quatre lauréats du prix sont originaires du continent africain avant lui, depuis la création du prix en 1901. Le lendemain, dans le quotidien The Guardian, son éditrice, Alexandra Pringle déclare : « C’est l’un des plus grands écrivains africains vivants, et personne n’avait vraiment prêté attention à lui. Ça me tuait. »
En 2017, lorsque le quotidien britannique The Telegraph lui demande de raconter son histoire, Abdulrazak Gurnah lui répond : « Laquelle ? J’ai beaucoup d’histoires à raconter, j’ai eu plusieurs vies. » 
Seulement trois de ses romans sont traduits en français chez Denöel : Paradis, Près de la mer et Adieu Zanzibar.
En octobre 2023 apparaît un nouveau livre en français : Les vies d'après,  toujours chez Denoël.

## Biographie
L'auteur est né dans une famille aisée en 1948 sur l’île de Zanzibar. Sa famille est originaire du Yémen. En effet, au XVIIe siècle, de nombreux commerçants yéménites se sont installés sur l’île pour y faire du commerce. Son père est commerçant et son oncle est l'un des plus riches commerçants de l'île principale de l'archipel dont il est originaire, Unguja. 
En 1964, le pays connaît une révolution et Abdulrazak Gurnah quitte l’île en 1968 pour aller s’installer en Angleterre, pas en exil car en 1968 la révolution est terminée, mais pour étudier et s'épanouir dans ses études[réf. souhaitée], ce qu'il ne pense pas pouvoir réaliser sur son île. Il étudie donc à la London University. Sur place, il parle d’un énorme sentiment de liberté mais se dit aussi victime de racisme. Il souffre également de pauvreté et d’un fort sentiment de dépaysement. 
De 1980 à 1982, il enseigne à l'université Bayero de Kano au Nigeria. Il rejoint ensuite l'université du Kent, où il obtient son doctorat en 1982. Il y est professeur et directeur des études supérieures au département d'anglais jusqu'à son départ à la retraite. Son principal intérêt académique est l'écriture postcoloniale et les discours associés au colonialisme, en particulier en ce qui concerne l'Afrique, les Caraïbes et l'Inde.
Gurnah a supervisé des projets de recherche sur l'écriture de Salman Rushdie, V. S. Naipaul, G. V. Desani (en), Anthony Burgess, Joseph Conrad, George Lamming et Jamaica Kincaid.
Il écrit 12 romans en 10 ans : un moyen de comprendre ce qui s’est passé dans son pays et les difficultés d’accueil vécues à son arrivée en Angleterre. L'écriture lui a permis de raconter sa propre expérience. En effet, on retrouve beaucoup éléments de la vie de l'auteur dans ses livres. Par exemple, la figure du marchand est prépondérante dans ses romans. Dans Paradis, il s’intéresse particulièrement à la figure patriarcale du marchand et à sa domination sur le groupe. Toutefois, le marchand incarne, malgré sa puissance, une forme de douceur et de sécurité. Abdulrazak Gurnah raconte alors qu’il a réellement connu ce type de marchand manipulateur, avide de capitalisme, mais qui incarnait alors une forme d’élégance. Il a donc voulu rendre cette ambivalence dans ses textes.

## Langue
De langue maternelle kiswahili, Gurnah commence à écrire son œuvre en anglais à 21 ans. Son style ressortit parfois à l’oralité. Il écrit en anglais et explique pourquoi dans l’interview de France culture du 23 juin 2022 intitulé « Je revendique le fait d’appartenir à différentes cultures ». Il explique que l'anglais l'a choisi. Il souligne que la relation des écrivains avec leur langue est très intime et qu’il ne s’agit pas d’une question d'idées ou de pratiques mais de son rapport à l’écriture. Il n’aurait pas été aussi à son aise s’il avait écrit en kiswahili. C’est selon lui une imposition littéraire et non pas un choix politique.
Il se définit lui-même à travers plusieurs identités : tanzanienne, zanzibarie, africaine, britannique d’adoption, yéménite.

## Thèmes
Dans ses romans, Gurnah aborde les thèmes de l'appartenance, du colonialisme, du déracinement, des migrations et de la mémoire, ainsi que ceux de l'incertitude identitaire.
La dénonciation du colonialisme est la clef centrale dans la compréhension de son œuvre. Il va surtout dénoncer le racisme à travers l'image du colonisateur sur le continent africain et surtout à Zanzibar. Son roman Adieu Zanzibar se déroule en 1899 à Zanzibar et présente le personnage de Frédérick qui incarne le colonisateur raciste anglais dans l'archipel. Par exemple, à la page 67 du roman (édition Denoël), l'auteur fait dire à Frederick : "C’est la faute à l’esclavage, voyez-vous. À l’esclavage et aux maladies qui les minent, mais à l’esclavage surtout. Esclaves, ils ont appris l’oisiveté et la dérobade. Ils ne peuvent plus concevoir de s’impliquer dans le travail, d’assumer des responsabilités, même contre paiement. Ce qui passe pour un travail dans cette ville, ce sont les hommes assis sous un manguier à attendre que les fruits mûrissent. Regardez ce que la compagnie a fait de ces terres. Les résultats sont impressionnants. Des cultures nouvelles, l’irrigation, l’assolement, mais il a fallu pour y parvenir radicalement changer les mentalités. Il nous faut ici de grands domaines britanniques. Les propriétaires arabes n’auront bientôt plus d’autre choix que de vendre". Il continue page 112 : "C’est étonnant, n’est-ce pas, que ces gens aient vécu pendant des siècles sans avoir recours à l’écriture, fit observer Frederick en se penchant pour enlever la bardane accrochée à ses chaussettes. Tout s’est transmis oralement. Il leur a fallu attendre que monseigneur Steere arrive à Zanzibar dans les années 1870 pour que quelqu’un songe à produire une grammaire. Je pense ne pas me tromper en disant que cela vaut pour toute l’Afrique. C’est stupéfiant qu’aucune langue africaine n’ait été écrite avant l’arrivée des missionnaires. Et je crois bien que dans nombre de ces langues, le seul ouvrage existant est la traduction du Nouveau Testament. Incroyable, non ? Ils n’ont même pas encore inventé la roue. Cela donne une idée du chemin qui leur reste à parcourir".  Dans son roman Paradis, l'auteur va dénoncer l'accaparement des terres africaines par les européens durant la colonisation. Par exemple, il fera dire à l'un de ses personnages page 109 (édition Denoël) : "Regarde comment ils se sont déjà partagé les meilleures terres de la montagne. Au nord, ils ont réussi à chasser les habitants les plus farouches, qui se sont laissés faire comme des moutons, et ils ont enterré vivants quelques-uns de leurs chefs. Tu ne savais pas ça ? Les seuls à qui ils ont permis de rester, c’était pour en faire leurs domestiques. On ne peut pas lutter contre leurs armes et c’est comme ça qu’ils s’approprient les terres. Tu trouves que ça ressemble à une simple visite ? Je te dis qu’ils sont déterminés. Ils convoitent le monde entier".

## Réception et diffusion
Avant son prix Nobel, ses romans sont relativement peu vendus ; après la réception de son prix, de nombreux éditeurs acquièrent des droits de diffusion, mais ses livres sont introuvables : tous ne sont pas accessibles en format électronique ; les stocks des anciens tirages sont épuisés, et la publication de nouvelles réimpressions se heurterait à des difficultés d'approvisionnement en papier et à des problèmes logistiques liés à la pandémie de Covid-19. 

## Œuvres
- Memory of Departure (1987). Traduit en français " Mémoire de départ" Éditions Denoël et éditeurs. 2024.
- Pilgrims Way (1988), roman qui se déroule au Royaume-Uni dans les années Thatcher[5]
- Dottie (1990)
- Paradise (1994) Paradis, traduit en français par Anne-Cécile Padoux, Paris, Denoël, coll. « Empreinte », 1995[9] ; réédition Monaco-Paris, France, Le Serpent à Plumes, coll. « Motifs » no 93, 1999, 300 p.  (ISBN 2-84261-163-2) ; réédition, Paris, Denoël, coll. « Denoël & d'ailleurs », 2021, 288 p.  (ISBN 978-2-20716-515-7)
- Admiring Silence (1996)
- By the Sea (2001) Près de la mer, traduit en français par Sylvette Gleize, Paris, Éditions Galaade, 2006, 313 p.  (ISBN 2-35176-022-0) ; réédition, Paris, Denoël, coll. « Denoël & d'ailleurs », 2021  (ISBN 978-2-20716-510-2)
- Desertion (2005) Adieu Zanzibar, traduit par Sylvette Gleize, Paris, Éditions Galaade, 2009, 282 p.  (ISBN 978-2-35176-065-9) ; réédition, Paris, Denoël, coll. « Denoël & d'ailleurs », 2022  (ISBN 978-2-20716-545-4)
- The Last Gift (2011)
- Gravel Heart (2017)
- Afterlives (2020)
- Les Vies d'après (2023)

### Comme éditeur scientifique
- The Cambridge Companion to Salman Rushdie (2007)  (ISBN 978-0521847193) (https://doi.org/10.1017/CCOL0521847192)